# ファミ拳リュウ
『ファミ拳リュウ』（ファミけんリュウ）は、ほしの竜一による日本の漫画作品。『コミックボンボン』（講談社）で1985年9月号から1988年3月号まで連載された。単行本は全5巻。

## 概要
1980年代中盤頃のファミコンブームを背景に、ファミリーコンピュータなどのゲームを凄腕のプレイヤーがプレイし、高得点を得たり物語を進めていくといったストーリーが登場し、漫画作品がいくつか連載された。
そういった漫画の代表的なものに、『月刊コロコロコミック』（小学館）で連載されていた『ファミコンロッキー』が挙げられる。『コミックボンボン』においてもそうした風潮を受け、『ファミ拳リュウ』が連載されるに至った。
連載開始前の予告では、『ファミ拳ウォーズ』という仮タイトルであり、リュウのデザインも若干異なっていた。同時期には同誌において池原しげとの『ファミコン風雲児』（全7巻）も連載されており、『ファミコン風雲児 対 ファミ拳リュウ』のタイトルで合作漫画も執筆、全2巻。
本作品の大まかなあらすじは、“「竜拳法」を操る天才カンフー少年・竜が、持ち前のカンフー技を駆使してファミコンゲームを攻略し、敵対する組織を倒す”といったものである。
単行本は全5巻がボンボンKCとして刊行されたが、既に絶版のため入手は困難になっている上、5巻は「三種の竜神衣」をめぐる戦いの冒頭の所で終わっており、物語終盤が未収録となっている。
また、リュウが「ファミレーション」という仕掛けによりゲーム世界に入り込んで攻略する必勝まんが『ファミ拳リュウの○○必勝法(攻略法)』(○の部分はゲームタイトル)を『スーパーボンボン』の休刊まで連載しており、こちらも単行本には未収録である。

## 登場人物
大神 竜（おがみ りゅう）
主人公。竜拳法を操る天才カンフー少年。持ち前のカンフー技でファミコンゲームを攻略し、ファミ拳リュウと呼ばれて敵対する組織と戦っていく。
当初は拳法以外は興味がなく、ファミコンという存在すら知らなかった。
勇太
竜の親友。ファミコンの知識が少ない竜に対してゲームのアドバイスをする。
虎海 狂児（とらみ きょうじ）
番長グループ番虎会のリーダー。ファミコン仲間では有名なあばき技使い。
真田 大童（さなだ たいどう）
ファミコンスクール"蛇の穴"でゲームの特訓を受けさせられていた。妹のメッセージを見たリュウにより助け出される。
真田 南夢子（さなだ なむこ）
大童の妹。兄を"蛇の穴"から助けるために潜入したが、逆に捕まりそうになっているところをリュウに助けられる。
鬼首（おにこべ）
ファミコンスクール"蛇の穴"副理事。スクールの生徒たちに対して、ゲームの催眠学習などを行っていた。
コブラ
ファミコンスクール"蛇の穴"理事長であるビッグコンピュータ。ハッカー組織"蛇の穴"の総統でもある。ファミ拳を操るリュウの体を欲しがり、世界最強のファミコンハッカーにしようとする。
熊井
リュウに勝とうとタケシにゲームを持ってこさせるが失敗し、八つ当たりをする。ドクター魔道たちに捕まって、リュウのおびき出しに利用される。
タケシ
おちこぼれゲーマーと呼ばれ熊井たちにいじめられていた。常人より強い生物電気のためゲームにバグを引き起こす特異体質があり、ファミコン兵士として蛇の穴魔道衆に利用される。
傀儡 丈（くぐつ じょう）
ゲーム鬼人拳の使い手。リュウと同じ竜拳道場の拳士だったが、残忍すぎる性格のため破門された。竜拳破門の恨みから、リュウのファミ拳を倒すために魔道衆として蛇の穴に入る。
邪鬼（ジャッキー）
ドクター魔道のバイオテクノロジーにより生み出された"魔道人類"のプロトタイプ。クモと合体している。
ドクター魔道
コブラのために、リュウの捕獲とバイオテクノロジーによるリュウのクローンを作り上げようする。
クローン=リュウ
コブラを中心とした、ファミ拳ハッカー軍団実現のためにドクター魔道に作られた。リュウのファミ拳データがインプットされており、魔道ファミ拳を使う。
さやか
物語のヒロイン。不思議な潜在能力を持っている。
エッシャー
バイオコンピューターコブラの遺志と野望を継ぐ、特殊能力を持った超人類グループ「コブラの息子たち」の一員。自ら作ったロボット「マグリット」を操り、さやかを連れ去る。ガラスのように透明となる能力を持つ。
サターンジャッキー　
「コブラの息子たち」の一員。メカを思いのままに操るエレクトリックインターフェーステレキネシスを持つ。
チャミー
「コブラの息子たち」の一員。
ユンク
「コブラの息子たち」の一員。物質を移動するテレポーテーション能力を持つ。
二木名人（ふたつぎめいじん）
『ファミコン風雲児 対 ファミ拳リュウ』に登場したファミコンの名人。さやかを助けるため、勇太の呼びかけにより集まった。魔道遺伝子工学研究所の扉にかけられたプロテクトのゲーム『リンクの冒険』攻略を手伝う。
青竜
三種の竜神衣の一つ、竜神手環衣を守る竜拳の一派「青竜派」の青竜道場道主。「竜拳の虎」と言われていた。
武空
青竜の息子。青竜道場が魔凶拳により潰されたことをリュウに知らせる。
大神 童海（おがみ どうかい）
竜の祖父。三種の竜神衣の一つ、竜神冠衣を守る「竜拳宗家」の竜拳法道場道主。
颱砲鬼（たいほうき）
三種の竜神衣を狙う魔凶拳の一員。奪った竜神手環衣を使い、リュウを苦しめる。

### 未収録部分に登場
響ミキ
三種の竜神衣の一つ、竜神胴衣を守る竜拳の一派「紅竜派」の紅竜道場の三姉妹の長女。まむしに咬まれた勇太を助けた。
響ミカ
紅竜道場三姉妹の次女。
響ミト
紅竜道場三姉妹の三女。
幻児（げんじ）
魔凶拳の一員。幻の世界を作り出す幻妖拳を操り、リュウの竜神衣を奪おうとする。
陣戒（じんかい）
魔凶拳の一員。武器の扱いを得意とし、竜神冠衣を奪おうとする。
幽閻（ゆうえん）
魔凶拳の総帥。紅竜道場より奪った竜神胴衣を身に付け、高めた陰気によって生者と死者を操り、竜拳を滅ぼそうとする。
大神 竜童（おがみ りゅうどう）
竜の父。竜拳秘伝八書を授けられており、竜神と呼ばれた。